# Average Joe
Average Joe (průměrný Joe), obyčejný Joe, Joe Sixpack a Joe Lunchbucket, nebo Average Jane (průměrná Jane) a Plain Jane (prostá Jane) pro osoby ženského pohlaví, je termín označující v angličtině osobu, jejíž vlastnosti v dané oblasti, popřípadě ve všech oblastech, nejlépe odpovídají statistickému průměru.
V češtině se je tento výraz považován za hovorový či slangový a neujal se; používají se spojení s přívlastky normální, obyčejný, průměrný bez křestního jména.
Termín je nejčastěji používán k označení hypotetické osoby ve společensko-vědních oborech, jako je sociologie, ekonomie či politologie a v dalších vědách, kde se na jedince aplikují statistické metody, v populární kultuře i v běžném hovoru k označení existujících osob.

## Historie konceptu průměrného člověka
Nejstarším termínem pro průměrného člověka je francouzský homme moyen, který poprvé používá belgický autor Adople Quetelet ve spise Rechcerches sur le penchant au crime aux differéns ages. Myšlenku průměrného člověka zde použil jako abstrakci ke zkoumání různých sociálních prvků. Pojem pak dále rozvinul v článku Sur l’appréciation des documents statistiques et en particulier sur l’appréciation des moyennes, kde se na základě údajů 8192 osob pokusil stanovit fyzickou konstituci průměrného člověka.
Ve většině jazykových mutací (average Joe) se pak pojem označující osobu blížící se statistickému průměru nejčastěji skládá ze slova „průměrný“ (average) a častého jména nebo jmenné kombinace vyskytující se v dané kultuře.

## Average Joe v České republice (průměrný Čech)

### Rodina
Rodina v sociologii značí solidární skupinu osob spjatých manželstvím, příbuzenstvím nebo adopcí, kteří spolu dlouhodobě žijí. Základní (nukleární) rodinu tvoří muž, žena a jejich děti, zatímco rozšířená rodina zahrnuje další příbuzné. Neúplnou rodinou rozumíme rodinu s pouze jedním rodičem. Domácnost jednotlivce pak tvoří právě jedna osoba. Níže uvedené údaje jsou počítány za domácnosti, nikoli za osoby.

### Obecné informace o rodině v ČR
„V České republice bylo k 31. 12. 2013 zjištěno 10 512 419 osob. Ženy v populaci mírně převažovaly. Představovaly 51 % celkové populace. Svobodní převažovali nad ostatními rodinnými stavy v případě žen do 31 let věku. U mužů podíl svobodných poprvé klesl pod padesát procent ve 33. roce života. Nejvyšší počty svobodných žen i mužů byly zjištěny ve věku 22 let (což je dáno tím, že tento věk je nejvíce zastoupen). Ve věkové kategorii 30-34 let byly ještě dvě pětiny žen svobodné. Muži v tomto věku byli svobodní dokonce ze tří pětin. Ve věku 32 let byla více než polovina všech žen vdaných. Nejvyšší počet vdaných žen spadal do věku 39 let (58 730 žen). Nejvyšší podíl vdaných žen byl zaznamenán ve věku 55 let (66,5 % všech žen). Stejně jak v případě žen, také nejvyšší počty ženatých mužů připadaly na věk 39 let. Nejvyšší podíly ženatých mužů ovšem vykazovala pětiletá kategorie 70-74 let, kde více než 77 % mužů bylo ženatých. Ve věkové kategorii 40-44 let se svobodné ženy co do početnosti přesouvají na třetí místo (za vdané a rozvedené), svobodní muži zaujímají po ženatých druhou pozici. V tomto věku bylo svobodných 11,4 % žen a 22,2 % mužů. Nejvyšší počty rozvedených byly jak v případě žen, tak mužů zjištěny ve věku 49 let. Nejvyšší podíly rozvedených žen ze všech žen bylo možné pozorovat ve věku 45-46 let, u mužů potom o něco později, a to ve věku 48-49 let. Nejvyšší podíl rozvedených se vyskytuje u žen i mužů ve věkové kategorii 45-49 let. Rozvedení zde představovali okolo 27 % v případě žen a 23 % u mužů. Od věkové skupiny 50-54 let je patrný nárůst podílu ovdovělých žen. Pro srovnání, u mužů se ovdovělí přes pět procent dostávají až ve věku 65-69 let. Ve věku 65-69 let se podíl ovdovělých žen ze všech žen dostal na druhé místo, hned za vdané. U mužů k obdobnému trendu došlo až ve věku 70-74 let. Nadpoloviční většina žen žije v manželství do 70 let věku. Teprve od věku 88 let klesá u mužů podíl ženatých pod 50 %. Od 74 let věku je nadpoloviční většina žen ovdovělých.“

### Domácnosti podle typu
„V roce 2013 bylo v čele domácností celkem přibližně 6 865,2 tisíc osob (myšleny jsou „hlavy domácnosti“ a jejich partnerky, neboť za hlavu domácnosti jsou považováni muži). Tři čtvrtiny všech domácností tvořily úplné rodiny. Vůbec nejvíce osob bylo v úplných rodinách bez dětí (40 %), na druhém místě potom figurovaly osoby v úplných rodinách s dětmi (35 %). Osoby, jež se nacházely v domácnostech jednotlivců, představovaly 17 % všech osob v čele domácností (případně jejich partnerek). Jak v případě domácností jednotlivců, tak neúplných rodin (zde bylo zjištěno 7 % všech osob v čele domácností), byla zřetelná převaha žen. V domácnostech jednotlivců činil podíl žen 60 %, v neúplných rodinách představovaly ženy téměř tři čtvrtiny všech osob v čele těchto domácností.“'

### Domácnosti jednotlivců podle věku osob
„Celkově mezi osobami v čele domácností jednotlivců převažují ženy. Důležitým faktorem je zde však věk. Od věku 25 do 54 let se v domácnostech jednotlivců vyskytují častěji muži. Ve věkové kategorii 35-44 let tvoří dokonce 78 % osob v čele domácností jednotlivců v tomto věku. Ženy naproti tomu v domácnostech jednotlivců převládají až v nejvyšším věku, 65 a více let.“

### Zaměstnanost a mzdy

#### Zaměstnanost
„Počty nezaměstnaných žen převažují v celém sledovaném období (1993-2013) nad počty nezaměstnaných mužů. Nejvyrovnanější strukturu podle pohlaví měli nezaměstnaní v letech 2008 a 2009, kdy byl téměř stejný počet nezaměstnaných mužů jako žen. V současnosti je poměr žen a mužů mezi nezaměstnanými následující: 52, 5 % žen ku 47,5 % mužů. V letech 1996-2000 počty nezaměstnaných výrazně rostly, a to jak žen, tak mužů. V následujících letech, 2001-2005, počty nezaměstnaných kolísaly, do roku 2008 došlo k jejich poklesu. Klesající trend vykazovaly v letech 2005-2008 i počty osob dlouhodobě nezaměstnaných, nezaměstnaných mladistvých i osob ve věku 50 a více let. Od roku 2009 do roku 2010 vykazovaly počty nezaměstnaných opět rostoucí trend. V současnosti jejich počty kolísají. V roce 2013 bylo nezaměstnáno 193,6 tisíc žen a 175,3 tisíc mužů. Dlouhodobě nezaměstnané osoby představovaly 42 % nezaměstnaných žen a 40 % nezaměstnaných mužů. Podíl žen u dlouhodobě nezaměstnaných činí 54 %.“pov

#### Mzdy
„Průměrné i mediánové mzdy žen i mužů v posledních letech rostly, ale pouze mírně. Mzdy žen vždy byly o něco nižší než mzdy mužů, a to bez ohledu na okolnost, zda šlo o mzdy průměrné či mediánové. Bereme-li v úvahu mediány, které nejsou náchylné na krajní hodnoty, vidíme, že Gender Pay Gap (absolutní rozdíl platu mužů stanoveného jako 100 % a podílu platu žen k platu mužů vyjádřeného v procentech) se prakticky vůbec nemění – a osciluje kolem hodnot v rozmezí 15,4 – 16,2 %.“

### Dosažené vzdělání
„U studentů středních škol bez maturity, odborných škol s maturitou a vyšších odborných škol se jedná o počty studií, nových přijetí a absolvování, nikoli údaje o fyzických osobách. Data za absolventy jsou zde za období 2012/13. Studenti vysokých škol jsou vyjádřeni ve fyzických osobách. Údaje jsou za rok 2013.“

### BMI (body mass index)
BMI je ve vztahu k pojmu average Joe a homme moyen jeden ze stěžejních prvků, jelikož již autor druhého ze zmíněných termínů Adoplhe Quelet využíval poměr váhy různých částí těla k výšce člověka k určení fyzických parametrů průměrného člověka.
„Polovina dospělých v České republice má vyšší než normální hmotnost a tento podíl se nedaří snižovat, počet obézních osob od počátku 90. let dokonce stoupá. Také podíl dětí s vyšší než normální váhou narůstá, zejména chlapců – každý pátý chlapec má vyšší než normální váhu.Podle aktuálních údajů (Evropské výběrové šetření o zdravotním stavu v ČR – EHIS CR 2008) má hmotnost nad hranicí normální hmotnosti 54 % dospělé české populace, z toho 17 % trpí obezitou (BMI nad 30). K tak vysokému podílu populace s nadměrnou hmotností přispívají větší měrou muži, z hlediska věku pak starší lidé. V populaci je 63 % mužů a 46 % žen s vyšší než normální hmotností (BMI nad 25).“

## Average Joe v populární kultuře
Pojem average Joe a průměrný člověk se vyskytuje v literatuře, dramatu a filmu již od 15. století, kdy vzniklo moralitní drama Everyman. Od té doby se termín často užívá k pojmenování vedlejších i hlavních postav typických charakterů a vlastností.

### Příklady výskytu termínu average Joe a ekvivalentů v populární kultuře

#### Americký seriál Average Joe
Americký seriál Average Joe byl vysílán na stanici NBC od roku 2003.

#### Hudební album Average Joe
Hudební album Average Joe hip-hopera Joey the Jerk bylo vydáno roku 2003 v produkci LA Symphony.

#### Film Absurdistán
Ve filmu Absurdistán (v originále Idiocracy) z roku 2006 vystupuje postava průměrného Joea.

## Další termíny pro označení průměrných osob
Přestože Average Joe, Joe Sixpack, John Lunchbucket, Average Jane a Plain Jane jsou termíny používané především v USA, celosvětově existuje mnoho ekvivalentních termínů označení průměrných jedinců.

### Česká republika
V České republice jsou jako synonyma pro obyčejného Čecha někdy uváděna nejpoužívanější česká jména: Jan Novák, Pepa Novák či Franta Vomáčka. To však neplatí ve statistice.
V oblasti počítačů se v českém prostředí pro označení jejich průměrného uživatele bez odborných znalostí používá zkratka BFU s významem „běžný Franta uživatel“ či „běžný fyzický uživatel“. Označení je specifické pro češtinu, pravděpodobně v ní vzniklo a anglické výklady jako např. "bloody fucking user" vznikly až druhotně.

### Čína
V Číně se jako označení průměrného jedince používá mnoho výrazů. 张三 znamená doslova trojlist, 李四 znamená doslova čtyři švestky, 王五 znamená doslova pět králů. Tyto tři výrazy byly používané spíše ve staré Číně. Dnes jsou používanější výrazy 小明 (doslova malý svit), 小华 (doslova malý Číňan), 小红 (doslova malý revolucionář), 小刚 (doslova malý silák) a 小亮 (doslova malý svit).

### Francie
Ve Francii se jako ekvivalent výrazu Average Joe používá již zmíněný výraz homme moyen (to je česky průměrný člověk.

### Německo
V Německu se pro označení průměrného člověka používá výraz Jedermann (doslova kdokoliv) a Jederfrau (ženská obdoba výrazu Jedermann).

### Polsko
V Polštině je obdobou výrazu average Joe jméno Jan Kowalski.

### Rakousko
V Rakousku se výrazy pro popis průměrných jedinců liší od německých. Rakušané používají jména Hans Mayer, Max Mustermann a Herr Österreicher a Frau Österreicher (pan Rakušan, paní Rakušanová).

### USA
Ve Spojených státech amerických je popisován průměrný člověk výrazy average Joe, ordinary Joe, Joe Lunchbucket, Joe Sixpack, average Jane, plain Jane.

### Další anglicky hovořící země
V anglicky mluvících zemích se jako ekvivalent výrazu average Joe používá také pojem Everyman (každý, kdokoliv). Tento termín se používá zejména v literatuře a dramatu označující běžného jedince, se kterým se má čtenář snadno ztotožnit. Termín pochází z divadelní hry neznámého autora The Somonyng of Everyman z 15. století, na jejímž základě napsal Charles Frohman moderní hru Everyman, která byla poprvé uvedena v Británii roku 1901.

### Commoner
Historické pojmenování jedince, který není členem šlechty ani kněžstva, nově také označení pro jedince z davu.
Objevilo se také označení T. C. Mits — The Common Man-In-The-Street, česky pan Omzu (Obyčejný muž z ulice).